# Szkorbut

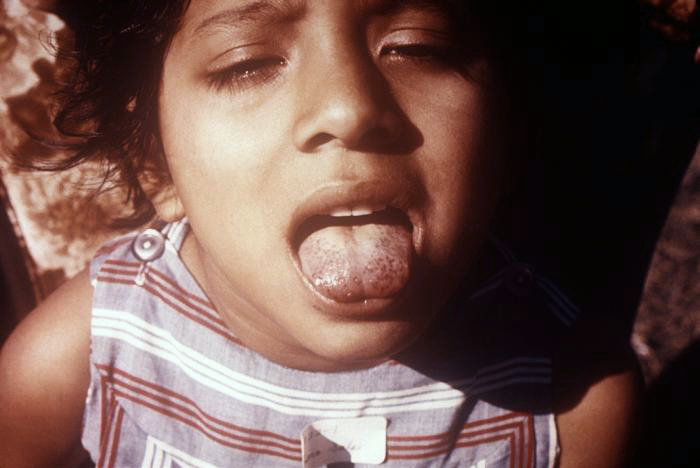
Dziewczynka ze szkorbutowym językiem

Szkorbut (łac. scorbutus), gnilec, cynga, dzięgna – choroba wielonarządowa, wywołana niedoborem kwasu askorbinowego (witaminy C) w pożywieniu.
Główne objawy dotyczą tkanki łącznej, ponieważ kwas askorbinowy jest koenzymem hydroksylazy prolinowej i lizynowej, które katalizują powstanie poprzecznych wiązań kowalencyjnych między cząstkami tropokolagenu. Brak kwasu askorbinowego oznacza brak aktywności tych enzymów, a co za tym idzie, brak dojrzewania kolagenu.
Objawy wynikające z upośledzenia syntezy kolagenu:
- samoistne krwawienia (niedobór kolagenu w ścianach naczyń krwionośnych);
- bóle mięśni, stawów i kości (wynik krwawień);
- patologiczne złamania;
- ogólne osłabienie;
- zapalny przerost dziąseł, chwianie się i wypadanie zębów;
- słabe gojenie ran.

Pozostałe objawy:
- depresja;
- niedokrwistość typu hemolitycznego (brak ochrony erytrocytów przed aktywnymi formami tlenu).

Wśród ssaków jedynie naczelne i kawia domowa nie mają oksydazy L-gulonolaktonowej katalizującej utlenienie L-gulonolaktonu do L-askorbinianu, dlatego szkorbut występuje tylko u tych gatunków. U człowieka objawy tej awitaminozy pojawiają się po około 70 dniach diety pozbawionej kwasu askorbinowego. W dawnych czasach zapadali na nią marynarze, mieszkańcy obleganych twierdz oraz więźniowie, m.in. łagrów rosyjskich i radzieckich, w których chorobę tę nazywano „cyngą”. Takie przypadki opisuje m.in. polska literatura wspomnieniowa okresu zsyłek na Syberię. Obecnie dotyczy najczęściej małych dzieci i niemowląt, karmionych sztucznie pokarmami pozbawionymi dostatecznej ilości witaminy C, na którą mają większe zapotrzebowanie (intensywny wzrost wymaga większej syntezy kolagenu). Leczenie polega na podawaniu witaminy C.
Osobą, która udowodniła, że jedzenie cytrusów przez marynarzy leczy szkorbut, był szkocki lekarz James Lind.